# Championnat des îles Cook de football 2013
Navigation
Saison précédente Saison suivante
La saison 2013 du Championnat des îles Cook de football est la soixante-quatrième édition du championnat de première division aux Îles Cook. Les sept meilleurs clubs de Roratanga sont regroupés au sein d'une poule unique, la Round Cup, où ils s'affrontent une fois au cours de la saison. Il n’y a ni promotion, ni relégation en fin de saison.
C'est le Puaikura FC qui est sacré champion des îles Cook cette saison après avoir terminé en tête du classement final, avec un seul point d’avance sur le triple tenant du titre, Tupapa Maraerenga FC. C'est le troisième titre de champion des îles Cook de l’histoire du club, le premier depuis 1987.

## Les clubs participants
- Nikao Sokattack FC
- Tupapa Maraerenga FC
- Puaikura FC[1]
- Avatiu FC
- Takuvaine FC
- Matavera FC
- Titikaveka FC

## Compétition

### Classement
Le barème utilisé pour établir le classement est le suivant :
- Victoire : 3 points
- Match nul : 1 point
- Défaite : 0 point

| Rang | Équipe                | Pts | J  | G | N | P  | Bp | Bc | Diff |
| ---- | --------------------- | --- | -- | - | - | -- | -- | -- | ---- |
| 1    | Puaikura FC           | 30  | 12 | 9 | 3 | 0  | 80 | 11 | +69  |
| 2    | Tupapa Maraerenga FCT | 27  | 12 | 8 | 3 | 1  | 45 | 9  | +36  |
| 3    | Nikao Sokattack FC    | 26  | 12 | 8 | 2 | 2  | 38 | 16 | +22  |
| 4    | Matavera FC           | 13  | 12 | 3 | 4 | 5  | 25 | 41 | -16  |
| 5    | Avatiu FC             | 11  | 12 | 3 | 2 | 7  | 23 | 49 | -26  |
| 6    | Titikaveka FC         | 7   | 12 | 2 | 1 | 9  | 24 | 68 | -44  |
| 7    | Takuvaine FC          | 4   | 12 | 1 | 1 | 10 | 19 | 60 | -41  |

|  | Qualification pour la Ligue des champions de l'OFC 2014-2015 |
|  | T : Tenant du titre                                          |

### Matchs
| Résultats (▼dom., ►ext.) | Ava | Mat | Nik | Pua  | Tak  | Tit  | Tup |
| Avatiu FC                |     | 2-2 | 1-6 | 1-11 | 2-1  | 5-1  | 2-5 |
| Matavera FC              | 2-2 |     | 1-2 | 1-13 | 5-2  | 4-2  | 0-3 |
| Nikao Sokattack FC       | 4-0 | 4-4 |     | 1-2  | 3-2  | 8-1  | 0-1 |
| Puaikura FC              | 5-0 | 3-2 | 1-1 |      | 14-1 | 11-0 | 1-1 |
| Takuvaine FC             | 7-4 | 0-3 | 1-4 | 0-8  |      | 0-8  | 0-3 |
| Titikaveka FC            | 0-3 | 1-1 | 2-4 | 2-10 | 11-5 |      | 1-9 |
| Tupapa Maraerenga FC     | 6-2 | 5-0 | 0-1 | 1-1  | 0-0  | 8-0  |     |

## Bilan de la saison
| Championnat des îles Cook de football 2013 |                        |
| Champion                                   | Puaikura FC (3e titre) |
| Coupes et trophées                         |                        |
| Vainqueur de la Coupe des îles Cook 2013   | Tupapa Maraerenga FC   |
| Qualifications continentales               |                        |
| Ligue des champions de l'OFC 2014-2015     | Puaikura FC            |
| Promotions et relégations                  |                        |
| Promus en Round Cup                        | Aucun                  |
| Relégués                                   | Aucun                  |